# Atelier Cerenne
 (novembre 2021).
L’Atelier Cerenne est un atelier de création céramique actif à Vallauris entre 1945 et 1958.

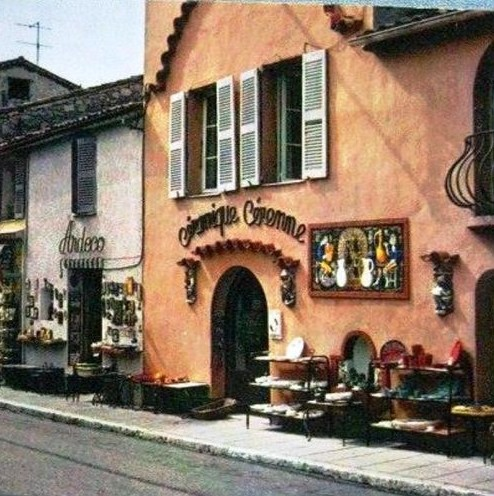
Atelier Cerenne - Vallauris vers 1950

## Historique
Créé par Charles René Neveux, l’atelier Cerenne tire son nom de la contraction de sa raison sociale « Céramique René Neveux ».

A l'apogée de sa renommée, l'atelier est l'un des plus importants de Vallauris, il compte une cinquantaine de personnes et emploie 15 décorateurs. Sa production s'étend des céramiques utilitaires aux pièces uniques avec un certain nombre de commandes spéciales pour des clients français mais aussi internationaux.

On y trouve également des pièces de mobilier à décor céramique. Les pièces signées par René Neveux sont par contre relativement rares.

## Les créateurs
De nombreux créateurs de renom participèrent à la production de l’atelier Cerenne :
- Marie-Christine Treinen

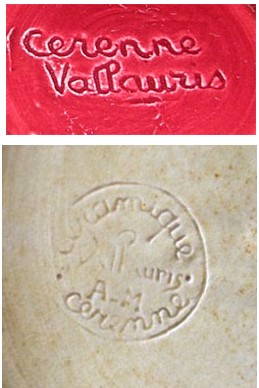
Signatures Atelier Cerenne, Vallauris

- Francis Crociani, peintre et sculpteur, il a travaillé 10 ans dans l’atelier Cerenne.
- François Chabanneix
- H.Hebert
- Lebargy
- Yvonne Maurel
- Yves Moriaz
- Gérard Hofmann qui montera sa propre affaire après la fermeture de l’atelier.
- Pierre Rinaudot